# Tomopterus aurantiacosignatus
Tomopterus aurantiacosignatus là một loài bọ cánh cứng trong họ Cerambycidae.